# Dolichoderus varians
Dolichoderus varians é uma espécie de formiga do gênero Dolichoderus.